# Telioneura obsoleta
Telioneura obsoleta är en fjärilsart som beskrevs av Max Wilhelm Karl Draudt 1915. Telioneura obsoleta ingår i släktet Telioneura och familjen björnspinnare. Inga underarter finns listade i Catalogue of Life.